# أحمد منصور
أحمد منصور (ولد في 16 يوليو 1962 بمنية سمنود، دقهلية-)، مذيع، وصحفي، ومنتج مصري يعمل في قناة الجزيرة الفضائية، قدم برامج مثل بلا حدود، وشاهد على العصر الشهيرين في العالم العربي. ومدير تحرير سابق لمجلة المجتمع الكويتية. يحمل الجنسية المصرية والبريطانية.

## سيرته
- حصل على ليسانس آداب من جامعة المنصورة في مصر 1984.
- مدير إدارة المطبوعات والنشر في دار الوفاء للطباعة والنشر والتوزيع في مصر 1984-1987.
- مراسل لشئون أفغانستان وآسيا الوسطى للعديد من الصحف والمجلات العربية في باكستان، وقام بتغطية الحرب الأفغانية 1987-1990.
- مدير تحرير مجلة المجتمع الكويتية 1990-1997.
- قام بتغطية الحرب في أفغانستان 1987- 1990.
- قام بتغطية الحرب في البوسنة والهرسك 1994-1995.
- قام بتغطية معركة الفلوجة الأولى في العراق 2004.

## الاعتداء عليه عام 2005
في 8 نوفمبر 2005م، أثناء تواجد المذيع أحمد منصور أمام مكتب قناة الجزيرة بالقاهرة لاستقبال الدكتور نعمان جمعة رئيس حزب الوفد الجديد لبدء حلقة برنامجه الأسبوعي الذي يذاع على قناة الجزيرة، حيث فوجئ أحمد منصور بشخصين يتوجهان بالقرب منه وكان أثناء ذلك يجري مكالمة عبر هاتفه المحمول مع د. نعمان جمعه وسأله أحدهم إذا ما كان هو أحمد منصور فلم يتمكن من الإجابة، وبعد انتهائه من إجراء المكالمة فاجأه أحدهم بتوجيه لكمة مباشرة في وجهه، الأمر الذي أفقده توازنه وسقط على الأرض فقام الشخصان بركله في وجهه ورأسه، وقد أفاد أحمد منصور أن الشخصين تعمّدا إصابته في الوجه والرأس الأمر الذي أدّى إلى إصابته بكدمات وتورّمات بمنطقة الرأس والوجه ونظرا لضيق الوقت وارتباط أحمد منصور بعرض برنامجه الأسبوعي مما اضطّره إلى تقديم بلاغ عبر برنامجه حيث قام بذكر الواقعة كاملة.
وقد استنكرت المنظمة المصرية لحقوق الإنسان هذا الحادث.

### توقيفه في مطارألمانيا
أوقفت الشرطة الألمانية الصحفي في قناة الجزيرة أحمد منصور في مطار تيغال في برلين ظهر يوم السبت 20 يونيو 2015م، مبررة الاعتقال بأنه يستند على قرار ملاحقة من منظمة الشرطة الجنائية الدولية، على خلفية تهم ذات طبيعة جنائية، من بينها الاغتصاب والاختطاف والسرقة، بناء على مذكرة توقيف مصرية.
إلا أن تأكيد فريق الدفاع عن منصور والشرطة الفدرالية الألمانية أنه لا ملاحقات أو تعليمات من منظمة الشرطة الجنائية الدولية (الإنتربول) بشأن قضية منصور، وأن الأمر برمّته في يد الشرطة الجنائية الألمانية. وهو الأمر الذي اعتبرته منظمات حقوقية ألمانية ودولية فضيحة، وأمرا غير مقبول في دولة تعتبر من أعرق الدول الديموقراطية، ونموذجا يحتدى لشعوب العالم، ولثورات الشعوب العربية في مجالي حقوق الإنسان وحرية الصحافة والتعبير، وإنما رأت الأمر كونه يرضخ إلى دافع سياسي كان وراء هذا التوقيف، معتبرة أن تسليم منصور -إن حدث- سيمثل فضيحة لألمانيا. (الجزيرة) خصوصا أن الأنتربول سبق أن رفضت مذكرة الاعتقال المصرية، لأنها لا تتماشى والقواعد المعمول بها حقوقيا ودوليا.
ولكن العدالة الألمانية في خانة القضاء أثبت مدى استقلاليته ومهنيته التامة، حيث تم إطلاق سراح أحمد منصور بعد لقائه مع قاضي التحقيق واستكمال الإجراءات الشكلية للقضية، بعد أن كشفت التحريات أن جميع الإتهامات في حقه باطلة ومغلوطة ذات دوافع سياسية بالأساس.

## مؤلفاته
صدر له أكثر من 20 كتاباً منها:
- معركة الفلوجة هزيمة أمريكا في العراق
- تحت وابل النيران في أفغانستان
- تحت وابل النيران في سراييفو
- النفوذ اليهودي في الإدارة الأميركية
- قصة سقوط بغداد

و قام بتحويل برنامج شاهد على العصر إلى كتاب مقروء حيث أعد سلسلة كتاب الجزيرة عن الذين شاركوا في برنامج شاهد على العصر وصدر منها كتاب «جيهان السادات.. شاهد على عصر السادات» و«الشيخ أحمد ياسين.. شاهد على عصر الانتفاضة» وغيرها.
وهو كاتب مشارك في العديد من الصحف والمجلات العربية.

## عضوياته
- عضو نقابة الصحفيين المصرية.
- عضو جمعية الصحفيين البريطانية.
- عضو صحفيون بلا حدود الفرنسية.
- عضو جمعية الصحفيين الدولية.

## وصلات خارجية
- أحمد منصور على موقع أرشيف الشارخ.
- صفحته على موقع الجزيرة نت